# Goes tesselatus
Goes tesselatus là một loài bọ cánh cứng trong họ Cerambycidae.